# Lamme
Lamme ist ein Stadtteil von Braunschweig in Niedersachsen. Lamme wurde mit der Gemeindereform von 1974 nach Braunschweig eingemeindet und liegt im Stadtbezirk Lehndorf-Watenbüttel.

## Geografie
Lamme liegt im Westen Braunschweigs, nördlich der Bundesstraße 1.
Ortsteile
- Lamme
- Tiergarten
- Lammer Busch West
- Lammer Busch Ost

## Geschichte

Ämteratlas des Fürstentums Braunschweig-Wolfenbüttel (Gottfried Mascop 1574)

### Name
Der Ortsname soll sich einer Theorie zufolge aus dem Namen Lammari entwickelt haben. Lam steht dabei für Sumpf, Morast oder Schlamm; typisch für die damalige Region. In der Literatur wird ebenfalls auf das französische Wort Lame (sprich Lam) verwiesen, welches für eine dünne Platte als Woge oder See stehen kann. Die altdeutsche Silbe Mari bzw. meri steht ebenso für Sumpf. Es ist davon auszugehen, dass vorgermanische Völker auf Anwohner trafen, die ihnen das Wort Lam zwar mitteilten, die Bedeutung des Wortes jedoch selbst nicht mehr kannten. Die neuen Einwanderer gaben dem Ort nun den Zusatz Mari, sodass er fortan den Namen
Lam-Mari trug. Die heutige Schreibweise ''Lamme'' wurde 1226 erstmals urkundlich erwähnt.

### Besiedlung
Die erste Besiedlung wird in der Zeit der Glockenbecherkultur (2800 bis 2000 v. Chr.) vermutet.
Forscher datieren die erste urkundliche Erwähnung in 780, als der sächsische Fürst Uodiltag und seine Gattin Wentelsvint dem Kloster Fulda in 20 Orten des Liergaus Güter übertrugen, darunter das Gut Lammari, vermutlich um sich von den Franken freizukaufen.
Die Edelherren von Meinersen waren in Lamme begütert. Sie gaben um 1220 aus ihrem Eigenbesitz 1 Hufe als Lehen an Heinrich von Wedtlenstedt und seinen Bruder. Im 14. Jahrhundert wurde mit dem Bau der Braunschweiger Landwehr und des dazugehörigen Raffturmes begonnen, die einen Verteidigungsgürtel rund um Braunschweig darstellte, wobei die Ortschaft Lamme selbst außerhalb dieser Verteidigungslinie lag.
Um 1440 wurde Lamme mit weiteren zehn Dörfern des Fürstentums Braunschweig-Wolfenbüttel zum Verwaltungs- und Gerichtsbezirk Amt Eich oder auch Zur Eiche zusammengefasst. Das Amt umfasste das Gebiet westlich der Stadt Braunschweig, von der Braunschweiger Landwehr bis etwa zum Flüsschen Aue.
Das Dorf unterstand 1519 bis 1553 und 1569 bis 1671  dem Rat der Stadt Braunschweig. Im 18. Jahrhundert entwickelte sich Lamme vom Einwegdorf, entlang der heutigen Frankenstraße, zu einem Haufendorf. 1823 wurde die evangelische Kirche St. Marien anstelle des Vorgängerbaus errichtet.
Nach 1945 begann der Bau von Einfamilienhäusern vor allem im Bereich westlich und südlich von Altlamme. In den 1960er Jahren entstand der nördliche Ortsteil Tiergarten. Fast eine Verdoppelung des Orts fand durch die Bebauung von südlich gelegenen Flächen statt. Die Eigenheimsiedlung Lammer Busch West entstand von 2003 bis 2008 und Lammer Busch Ost ab 2007, ergänzt durch Grundschule mit Kindergarten, Einkaufsmöglichkeit und Sportplatz.

### Einwohnerentwicklung
1871 hatte Lamme 318 Einwohner, 1902 329 Einwohner und 1933 393 Einwohner. Zu Beginn des Zweiten Weltkrieges wurden 480 Einwohner gezählt. Nach 1945 war ein Bevölkerungszuwachs auf 879 Einwohner durch Heimatvertriebene zu verzeichnen. 1991 zählte Lamme 1527 Einwohner. Durch die Neubaugebiete ab 2001 wuchs die Bevölkerungszahl auf über 5000 an.

## Infrastruktur

### Allgemein
- Freiwillige Feuerwehr (mit Kinder- und Jugendfeuerwehr)
- Zweizügige Grundschule von 2005/2006 im Neubaugebiet. Erweiterung um vier Klassenräume im Sommer 2006 und Turnhalle von 2009.
- Drei Kindertagesstätten: Frankenstraße (städtisch), Lammer Heide (ev.-luth.) von 2005 und Wilde Wiese (DRK-Kindertagesstätte) von 2013.
- Kinder- und Jugendzentrum von 2010 in Trägerschaft des Paritätischen Wohlfahrtsverbandes
- Kriegerdenkmal als dreiteilige Anlage (1914–1918 und 1939–1945)

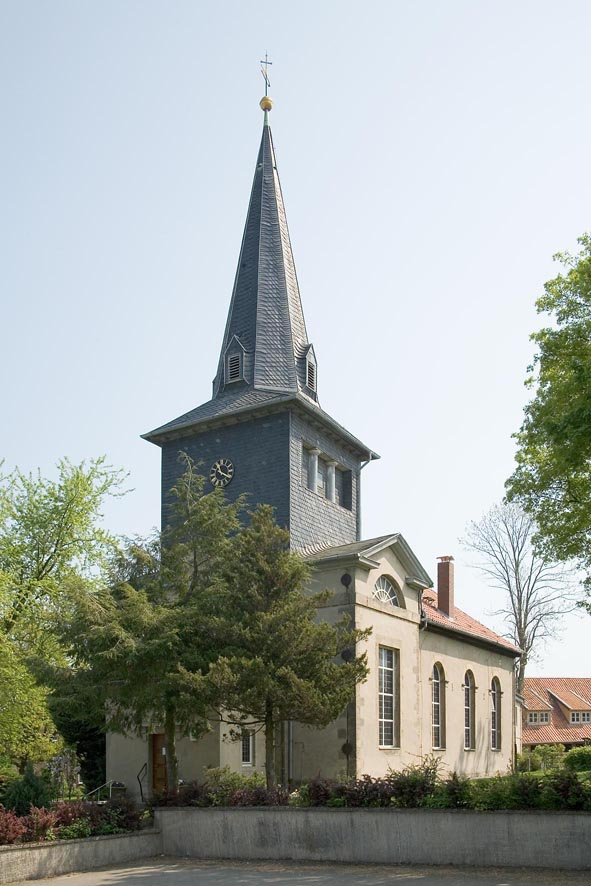
St.-Marien

- Netto-Marken Discount

### Kirche
Erste Erwähnung 1568 (Spanuth I S 265) als Filial von Denstorf, 1564 lag das Patronat beim Archidiakon, 1764 beim Herzog. Das Amtsblatt von Vechelde zeigt in Lamme einen Kirchenbau mit unverwechselbaren Renaissanceaufbauten. Es ist davon auszugehen, dass bereits um 1600 ein größerer Kirchenbau bestanden hat.
Die jetzige Kirche wurde im 19. Jahrhundert (Richtfest 1823) nach Plänen von Baumeister Carl Liebau (1780–1842) errichtet, mit einer klassizistischen Innenausstattung. Bei der Renovierung des Innenraumes 1964 bis 1967 wurde diese Inneneinrichtung entfernt bis auf vier klassizistische Ornamente. Diese Teile, von Übermalungen befreit und in den Originalfarben restauriert, konnte der Ortsheimatpfleger H. P. Roppel 1997 übergeben. Die Ornamente wurden 2006  wieder entfernt.
Auf Grund der Zunahme der Einwohnerzahl wurde im alten Dorfkern an der Stelle des alten Küsterhauses eine neue Kirche 2007 gebaut.

### Vereine
- Turn- und Sportverein TSV Germania Lamme 1946 (kurz: TSV Lamme) verfügt über die Abteilungen Fußball, Hallenballsport, Turnen & Fitness und Judo. Im Sommer 2002 aus der Landesliga Braunschweig abgestiegen.
- Schützenverein Wilhelm Tell im Dorfgemeinschaftshaus mit ca. 100 Mitgliedern.
- Chor Lammari Cantat (lat.: „Lamme singt“) von 1987
- Lammer Open Air Freunde von 1999, alljährliche Organisation des Lammer Open-Air-Musikfestivals
- Förderkreis Lamme Liest!; er unterstützt die Ortsbücherei und veranstaltet u. a. Autorenlesungen
- Löwenfans Lamme, Fanclub des Fußballvereins Eintracht Braunschweig.

### Öffentlicher Nahverkehr
Lamme ist über die Buslinien 411 und 418 der Braunschweiger Verkehrs-GmbH mit der Braunschweiger Innenstadt verbunden. Es verkehrte  zudem für kurze Zeit die Buslinie 450 von Vechelde Bahnhof - Braunschweig Rathaus.

## Wappen
Das Wappen zeigt ein diagonal angebrachtes goldenes Eichenblatt und ein goldenes Kreuz, welches die obere Ecke ziert, auf einem blauen Schild. Das Eichenblatt symbolisiert die unter Naturschutz stehenden Eichen des Lammer Holzes. Des Weiteren steht es für den ehemaligen Gerichts- und Verwaltungsbezirk mit dem Namen Eich. Das Kreuz steht für die enge Bindung des Ortes zu kirchlichen und karitativen Einrichtungen wie zum Blasiusstift, dem Thomas- und dem Marienhospital sowie dem Kreuzkloster St. Crucis.
Die Farben Blau-Gelb entsprechen denen des ehemaligen Landkreises Braunschweig, zu dem Lamme vor seiner Eingemeindung gehörte. Das Wappen wurde von Arnold Rabbow entworfen und am 4. Juni 1980 vom Ortsrat Watenbüttel bestätigt.

## Persönlichkeiten
- Robin Knoche: Sechs Jahre in der Jugend des TSV Lamme, später Bundesligaprofi beim VFL Wolfsburg und Union Berlin, im November 2014 im Kader der deutschen A-Nationalmannschaft